# Kisbey
Kisbey es un pueblo canadiense situado en la provincia de Saskatchewan.

## Superficie
Kisbey tiene una superficie de 2,69 km².

## Demografía
En 2021, tenía 158 habitantes, una densidad poblacional de 58,7 hab./km², y 95 viviendas.